# Баракпур
Баракпур (енгл. Barrackpore), индијски град на северном ободу Калкуте у држави Западни Бенгал.

## Историја
У време британске управе у Индији, Баракпур је био важна војна база британске војске. У граду су се одграли важни догађаји пред избијање Индијског устанка 1857. Ту је било стационирано чак 5 пукова домородачке пешадије (сепоја) и два европска пука Бенгалске армије, више него било где у Индији у то време. У Баракпуру је  Мангал Панди 29. марта 1857. напао британске официре и позвао сепоје на побуну, али је брза интервенција европских јединица спречила побуну. За казну су ту распуштени 19. и 34. пук домородачке пешадије (31. марта и 6. јуна), што је изазвало масовну побуну домородачких јединица Бенгалске армије у другим местима. После избијања побуне (10. маја), преостала 3 пука (2, 43. и 70. пук) разоружани су 14. јуна пре него што су стигли да се побуне.

## Демографија
По попису становништва из 2001. године град је имао 144.331 становника. По последњем попису из 2011. град је имао 152.783 становника, од чега 51,3 % мушкараца, 11 % неписмених и 37 % запослених.